# Maurice Schillès
Maurice Auguste Schillès (25 de fevereiro de 1888 — 22 de dezembro de 1950) foi um ciclista francês que competiu nos Jogos Olímpicos de Verão de 1908 em Londres.
Em 1908, Schilles conquistou a medalha de ouro na competição em tandem, juntamente com seu parceiro André Auffray. Competiu na corrida de 5000 metros, lhe rendendo a medalha de prata.
Também competiu na prova de velocidade. Participou na final quando foi excedido o limite de tempo, resultando na corrida ser declarada nula e sem medalhas. De acordo com o relatório oficial, Schilles venceu a corrida por polegadas. Na prova de 660 jardas, foi eliminado na primeira rodada. Na perseguição por equipes fez parte da equipe francesa de ciclismo que foi eliminada na primeira batera.